# Oleksiy Larin
Oleksiy Larin (tiếng Ukraina: Олексій Андрійович Ларін; sinh 4 tháng 6 năm 1994) là một cầu thủ bóng đá Ukraina thi đấu ở vị trí hậu vệ cho Dunav Ruse ở Bulgarian First League.

## Sự nghiệp

### Dunav Ruse
Larin thử việc với câu lạc bộ Bulgaria Dunav Ruse trong tháng 1 năm 2017 và ký bnar hợp đồng 1,5 năm ngày 7 tháng 2. Anh ra mắt ở Bulgarian First League ngày 24 tháng 2 năm 2017 trước Botev Plovdiv. Anh ghi bàn thắng đầu tiên cho đội bóng ngày 2 tháng 4 năm 2017 trong trận đấu trước Slavia Sofia.

## Thống kê sự nghiệp

### Câu lạc bộ
Tính đến 1 tháng 6 năm 2017 
| Thành tích câu lạc bộ        | Thành tích câu lạc bộ | Thành tích câu lạc bộ | Giải vô địch | Giải vô địch | Cúp                  | Cúp                  | Châu lục | Châu lục  | Khác | Khác      | Tổng | Tổng      | Tổng |
| Câu lạc bộ                   | Giải vô địch          | Mùa giải              | Trận         | Bàn thắng    | Trận                 | Bàn thắng            | Trận     | Bàn thắng | Trận | Bàn thắng | Trận | Bàn thắng |      |
| Ukraina                      | Ukraina               | Ukraina               | Giải vô địch | Giải vô địch | Cúp bóng đá Ukraina  | Cúp bóng đá Ukraina  | Châu Âu  | Châu Âu   | Khác | Khác      | Tổng | Tổng      |      |
| ---------------------------- | --------------------- | --------------------- | ------------ | ------------ | -------------------- | -------------------- | -------- | --------- | ---- | --------- | ---- | --------- | ---- |
| Dnipro-2 and Dnipro Reserves |                       | 2011–12               | 22           | 1            | –                    | –                    | –        | –         | –    | –         | 22   | 1         |      |
| Dnipro-2 and Dnipro Reserves | 2012–13               | 6                     | 0            | –            | –                    | –                    | –        | –         | –    | 6         | 0    |           |      |
| Dnipro-2 and Dnipro Reserves | 2013–14               | 6                     | 0            | –            | –                    | –                    | –        | –         | –    | 6         | 0    |           |      |
| Dnipro-2 and Dnipro Reserves | 2014–15               | 24                    | 1            | –            | –                    | –                    | –        | –         | –    | 24        | 1    |           |      |
| Dnipro-2 and Dnipro Reserves | 2015–16               | 20                    | 0            | –            | –                    | –                    | –        | –         | –    | 20        | 0    |           |      |
| Dnipro-2 and Dnipro Reserves | 2016–17               | 18                    | 1            | –            | –                    | –                    | –        | –         | –    | 18        | 1    |           |      |
| Dnipro-2 and Dnipro Reserves | Tổng                  | Tổng                  | 95           | 3            | 0                    | 0                    | 0        | 0         | 0    | 0         | 95   | 3         |      |
| Bulgaria                     | Bulgaria              | Bulgaria              | Giải vô địch | Giải vô địch | Cúp bóng đá Bulgaria | Cúp bóng đá Bulgaria | Châu Âu  | Châu Âu   | Khác | Khác      | Tổng | Tổng      |      |
| Dunav Ruse                   | First League          | 2016–17               | 10           | 1            | 1                    | 0                    | –        | –         | –    | –         | 11   | 1         |      |
| Dunav Ruse                   | Tổng                  | Tổng                  | 10           | 1            | 1                    | 0                    | 0        | 0         | 0    | 0         | 11   | 1         |      |
| Thống kê sự nghiệp           | Thống kê sự nghiệp    | Thống kê sự nghiệp    | 105          | 4            | 1                    | 0                    | 0        | 0         | 0    | 0         | 106  | 4         |      |

1. ↑  Bao gồm các trận đấu ở Siêu cúp.
2. ↑  Bao gồm các trận đấu tại Siêu cúp bóng đá Bulgaria.